# François-Xavier Gautrelet
El padre François-Xavier Gautrelet (Sampigny, 15 de febrero de 1807 - Montluçon, 4 de julio de 1886) fue un escritor católico francés.

## Tesis
Criticó la influencia de la masonería en la revolución francesa contra la religión católica. En 1844 fundo una comunidad católica: l'Apostolat de la prière.